# Patrice de Bayeux
Saint Patrice de Bayeux (Patricius) fut le sixième évêque de Bayeux au Ve siècle.

## Biographie
Patrice de Bayeux serait né à Bayeux dans le faubourg qui correspond à l'actuel quartier Saint-Patrice, dans une famille riche et chrétienne et aurait reçu une éducation religieuse. À la mort de ses parents, il aurait donné tous ses biens au clergé et aux pauvres et transformé sa maison natale en église (à l'emplacement de l'actuelle église Saint-Patrice, entièrement reconstruite depuis). Hermant avance l'hypothèse hasardeuse que les invasions Anglaises successives subies par la Normandie et la ville de Bayeux auraient contribué à remplacer son culte par celui de son contemporrain, Patrick d'Irlande. La vie de Patrice de Bayeux demeure incertaine et lacunaire. Selon Patrice Lajoye, il aurait pu être abbé à Evrecy. Il n'est même pas certain que Patrice fut réellement évêque de Bayeux bien qu'il soit représenté aux côtés des autres premiers évêques de Bayeux sur les voûtes de la cathédrale. Ses reliques furent transportées en la cathédrale de Lisieux.